# Lisala
Lisala este un oraș aflat în partea de nord-vest a Republicii Democrate Congo, situat pe malurile fluviului Congo.
Este reședința  provinciei Mongala.